# Jinzhong
Jìnzhōng (cinese tradizionale: 晉中; cinese semplificato: 晋中) è una città-prefettura situata nella parte centro-orientale della provincia dello Shanxi, nella Repubblica Popolare Cinese. Al 2010, la prefettura contava 3.249.425 abitanti.

## Geografia antropica

### Suddivisioni amministrative
Prima del 1999, quella che è ora la città di Jinzhong era una prefettura, con la capitale nella città-contea di Yuci (榆次; pinyin: Yúcì; WG: Yu-tz'u). Nel 1999, la prefettura divenne una città-prefettura, e la città-contea di Yuci divenne un distretto, precisamente un distretto-contea.

Attualmente, Yuci fa parte della "zona edificata di Taiyuan", che contava 3.775.360 abitanti nel 2010.
Jinzhong è suddivisa in 11 divisioni amministrative a livello di contea:
| Map | Map                   | Map              | Map           | Map                | Map        | Map            |
| --- | --------------------- | ---------------- | ------------- | ------------------ | ---------- | -------------- |
|     |                       |                  |               |                    |            |                |
| #   | Nome                  | Caratteri cinesi | Pinyin        | Popolazione (2003) | Area (km²) | Densità (/km²) |
| 1   | Distretto di Yuci     | 榆次区           | Yúcì Qū       | 530.000            | 1.327      | 399            |
| 2   | Jiexiu (città-contea) | 介休市           | Jièxiū Shì    | 380.000            | 743        | 511            |
| 3   | Contea di Yushe       | 榆社县           | Yúshè Xiàn    | 140.000            | 1.651      | 85             |
| 4   | Contea di Zuoquan     | 左权县           | Zuǒquán Xiàn  | 160.000            | 2.028      | 79             |
| 5   | Contea di Heshun      | 和顺县           | Héshùn Xiàn   | 140.000            | 2.251      | 62             |
| 6   | Contea di Xiyang      | 昔阳县           | Xīyáng Xiàn   | 230.000            | 1.943      | 118            |
| 7   | Contea di Shouyang    | 寿阳县           | Shòuyáng Xiàn | 210.000            | 2.111      | 99             |
| 8   | Contea di Taigu       | 太谷县           | Tàigǔ Xiàn    | 280.000            | 1.034      | 271            |
| 9   | Contea di Qi          | 祁县             | Qí Xiàn       | 260.000            | 854        | 304            |
| 10  | Contea di Pingyao     | 平遥县           | Píngyáo Xiàn  | 490.000            | 1.260      | 389            |
| 11  | Contea di Lingshi     | 灵石县           | Língshí Xiàn  | 240.000            | 1.206      | 199            |

## Storia
Il 13 novembre 2006, la contea di Lingshi ha vissuto il cosiddetto "disastro della miniera Nanshan", un'esplosione di gas in cui morirono 24 persone. La miniera di carbone lavorava senza alcuna licenza di sicurezza.

## Infrastrutture e trasporti
- Ferrovia Taiyuan–Jiaozuo

## Cultura
Jinzhong ospita una serie di "case con cortile dello Shanxi" (a Pechino sono chiamati hutong), residenze fortificate che presentavano un cortile interno, solitamente abitazioni di uomini d'affari e ricchi mercanti. Queste strutture, edificate durante la dinastia Qing, sono una testimonianza dell'architetettura e delle tecniche di costruzione cinesi dell'epoca. Il 28 marzo 2008, quattro degli hutong di Jinzhong sono stati inseriti nella lista del patrimonio dell'umanità dell'UNESCO, nella categoria Culturale.